# Anopachys
Anopachys (лат.) — подрод насекомых рода травяных листоедов (Chrysolina) из подсемейства хризомелин (Chrysomelinae). Научное название подрода происходит от греческих слов anus и pachys, что означает толстый; это может означать форму последнего брюшного стернита самок. Известно 11 видов и 3 подвида (внутри Chrysolina aurichalcea), которые распространены на территории Палеарктики и Ориентальной области.

## Морфология
Верх тела жуков блестящий, тёмно-металлический или чёрный.
Последний членик максиллярных щупиков овальный, срезанный или цилиндрический, либо чуть расширенный у вершины, немного похож на предыдущий членик; нет полового диморфизма. Усики складываются посередине между наличником и глазами, либо в 1,2—2 раза ближе к наличнику.
Переднеспинка по всей длине сбоку в выпуклых мозолях.

## Классификация
В подрод включают следующие виды:
- Chrysolina aurichalcea (Mannerheim, 1825)
- Chrysolina eurina (Frivaldszky, 1883)
- Chrysolina gensanensis (Weise, 1900)
- Chrysolina quadrangulata (Motschulsky, 1860)
- Chrysolina lineigera (Jacobson, 1901)
- Chrysolina lineella (Weise, 1887)
- Chrysolina neglecta Bienkowski, 1998
- Chrysolina pala Bienkowski, 1998
- Chrysolina relucens (Rosenhauer, 1847)
- Chrysolina schatzmayri (Müller, 1916)
- Chrysolina watanabei Takizawa, 1970